# Юсиптицький монастир
Юсиптицький скит — у давнину був великим православним монастирем у Стрийському опіллі, зараз залишки розташовані в урочищі «Бучина» за 2 км на південний схід від центру села Йосиповичі (Стрийський район,Львівська область).

### Історія
Офіційно в документах Юсиптицький скит згадується наприкінці XVI — на початку XVII ст., хоча його заснування пов'язують із періодом Галицько-Волинського князівства.
Жодних письмових згадок про заснування містечка і монастиря не збереглося, але із спогадів, що передаються з покоління в покоління, виходить, що містечко з монастирем засноване ще за часів галицьких князів. А історичні дані свідчать, що в 1238 році полчища підійшли під Київ. Здобути місто відразу вони не змогли, а чекали з липня до грудня, поки не замерзне Дніпро, щоб потім перейти його і напасти на Київ. За цей тривожний час багато жителів покинуло місто. З ними пішли і ченці, що проживали в Лаврі. Так блукаючи, більша частина їх пішла до теперішнього Почаєва і там поселилась. Інша частина дійшла до Галицького князівства і знайшла удок у нашому краї. Тут ченці заснували монастир, при якому поселились люди. Так виникло поселення Руда. При монастирі побудували церкву.
У Юсиптицькому монастирі, за свідченням окремих історичних джерел, було написано Євангеліє, подароване за короля Степана Баторія монастирській церкві з с. Головецьке на Сколівщині, де також стояв монастир. Пізніше це Євангеліє перейшло до храму св. Василія в с. Раків цього ж району, про що свідчить напис: «Я, ієромонах Гедеон, ігумен монастиря Юсипецького, продав книгу „Євангеліє“ за золотих одинадцять до с. Ракова до храму св. Василія».
Монастир постраждав під час Польсько-турецької війни 1672–1676 років, у 1675 турецьке-татарське військо спалило весь край, не оминуло це лихо і Юсиптицький скит. Але через роки монастир було відбудовано.
У часи Йосифінських реформ 1780-х монастир був закритий, майно розпродане, а сам монастир був розібраний.
Проведені археологічні розкопки на поч. XXI ст. науково підтвердили, що саме тут, два кілометри на південь від центру с. Йосиповичі (Юсиптичі) Стрийського району, нині урочище «Бучина», стояв великий монастир.
У дослідженні території колишнього Юсиптицького монастиря у 2002 р. брав участь також відомий львівський вчений Орест Мацюк (нині покійний). Професор Мацюк відтворив графічно загальний вигляд цього монастиря. За твердженням вченого, це був, як на той час, досить великий скит.

## «Гетьман України Іван Виговський похований в Йосиповичах?»
Особливий інтерес до цієї теми історики, письменники, археологи, краєзнавці почали проявляти в другій половині XIX — на початку XX ст. Власне ця наукова дискусія виникла з моменту віднайдення заповіту гетьмана. Вперше цей документ оприлюднив професор Михайло Грушевський, якому вдалося відшукати його в Чернігівському літописі. Дещо пізніше заповіт Виговського будуть знаходити в інших історичних джерелах.
Подаю витяг із заповіту Івана Виговського: «Тіло моє по християнському порядку землі віддати, котре має лежати в Скиті Великому, у склепі мурованім, в церкві Воздвиження Чесного Хреста. До того ж монастиря ігуменови і братії за відправування сорокоусту соборних парастасів за відпущення моїх гріхів записую дві тисячі золотих, щоби ся сума за чотири роки з містечка мойого Руда по п'ятсот золотих на кожний рік була віддана…»
Після прочитання запропонованого витягу із заповіту все ж таки виникає запитання: а чому І. Виговський не вказав у своєму заповіті назву монастиря, чому не назвав імені ігумена скиту? Сьогодні здається, що вже в нікого не викликає сумніву, що Скит Великий в той час був другою неофіційною назвою Скиту Манявського. Але ж в той час на території колишнього родового маєтку Виговських, що на Жидачівщині, був ще один монастир, не менший ніж Скит Манявський — це Юсиптицький монастир, в якому теж була збудована церква Воздвиження Чесного Хреста (далі ВЧХ), яка мала вольності від самого гетьмана Івана Виговського (1663 р.).
Тож мимоволі виникає запитання: який скит тоді мав на увазі гетьман пишучи свій передсмертний заповіт?
Виговський неодноразово відвідував церкву ВЧХ, яка знаходилася на території Юсиптицького монастиря, якій, як уже згадувалося, надав вольності гетьман. Там, мабуть, він зустрічався з монахами. Очевидно, що відвідування церкви ВЧХ в Юсиптицькому скиті та зустрічі з монахами могли стати підсвідомою домінантою при складанні передсмертного заповіту. Тобто, складаючи заповіт, гетьман не вказав назви скиту, оскільки писав про щось дуже рідне, близьке. Така версія певний час поширювалася на рівні місцевих краєзнавців. Але вона також не має вагомих аргументацій.
Ґрунтовне дослідження з приводу місця захоронення гетьмана І. Виговського зробив видатний український історик Іван Крип'якевич у своїй рукописній статті до журналу «Стара Україна». Провівши глибокий аналіз існуючих уже на той час історичних документів, Крип'якевич погоджується з думкою, що гетьмана поховано в Юсиптицькому монастирі, в церкві ВЧХ.
У чому ж полягали тоді основні труднощі історика у визначенні місця поховання гетьмана І. Виговського? Насамперед у тому, що тяжко було однозначно твердити, де саме тоді стояла церква ВЧХ, якій у свій час надав вольності, як уже згадувалось, гетьман.
За свідченням старожилів, згадана церква знаходилась на території монастиря. Але ж Юсиптицький монастир згадується в офіційних документах під назвою Преображення. А відомо, що назви монастирів походили від назв церков. Тоді виходить, доводить Крип'якевич, що церква ВЧХ є не монастирською церквою, а парохіяльною. І знову ж виникає аналогічно запитання: а на якому ж місці тоді стояла церква ВЧХ? І чи новозбудована церква тієї ж назви (1712 р.), фундаторкою якої була невістка Виговського Т. Завадська, стоїть на тій же ділянці, що стара, яка, як відомо, була перенесена після зруйнування монастиря у 1675 р. військом І. Шейтана. Адже у тестаменті дружини гетьмана читаємо, що вона просить поховати її біля свого чоловіка у Скиті в церкві ВЧХ. Отже, І. Крип'якевич ставить цілком логічно запитання: «…якщо кости Виговського лежать у скиті, то не Чесного Хреста, а Преображення або у церкві парохіальній ВЧХ. Ця неясність утруднює точне визначення місця могили гетьмана, якщо ця могила справді знаходиться в Юсиптичах».

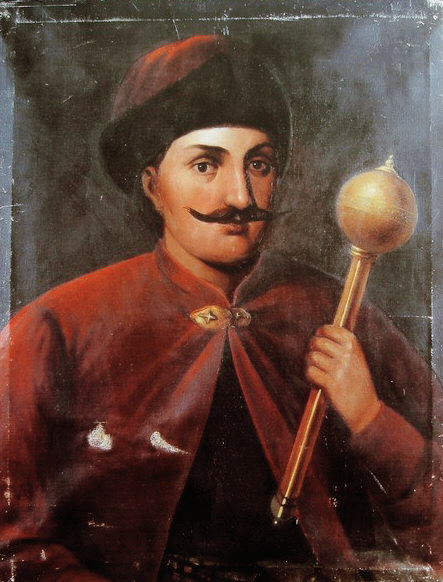
Іван Виговський

У своєму дослідженні І. Крип'якевич посилається також на лист пароха села Дашави Стрийського району о. І. Тимцюрака. У листі від 15 грудня 1906 року (лист не зберігся) отець, який теж займався пошуками могили гетьмана, писав, що сліди монастиря можна було виразно бачити ще у 1900 р. в урочищі «Бучина», неподалік від села Йосиповичі, і що там мала бути підземна крипта. Про поховання І. Виговського в Юсиптицькому монастирі однозначно стверджує також і священник о. З. Нарожняк, який теж тривалий час займався дослідженням місця поховання гетьмана і, як ніхто інший з місцевих краєзнавців, зібрав цікавий матеріал про поховання Виговського. «Не є важливо, — пише священик, — чи тлінні останки Виговського були пізніше перенесені до скиту Манявського. Це тільки здогад. Перше поховання було в Юсиптичах, і того досить, щоб там поставити пам'ятник».
Мешканець села Йосиповичі, місцевий краєзнавець В. Вайда впродовж свого свідомого життя зібрав унікальний матеріал про Юсиптицький скит. Вайда записав розповідь від свого діда такого змісту: «Що нібито Олена Виговська, як привезла тіло свого чоловіка, то поховала його під образом Чесного Хреста в підземеллі монастиря і склянім гробі, в який зложила документи. Пізніше його хотіли забрати, але люди відповіли, що його тут немає і що він похований в Маняві, щоб у такий спосіб замести сліди». Згадана вище ікона Воздвиження Чесного Хреста (друга половина XVII — початок XVIII ст.) знаходиться в парафіяльній церкві села Йосиповичі.
Варто відзначити, що Й. Ролле (1830—1894) — автор 80 історичних монографій, що лягли в основу 21 тому його творів. Важко повірити, щоб такий досвідчений історик допускався неточностей у викладі історичних фактів. Йосиф Роллє пише: «Після довгих клопотів, їй (дружині) вдалося отримати тіло чоловіка… Виговського поховали в монастирі біля Руди-Гніздичівської (автор має на увазі Юсиптицький скит біля Руди), в підземеллях Хрестовоздвиженської церкви».
Нащадки гетьмана впродовж століття опікувалися територією саме Юсиптицького монастиря. Так, невістка Івана Виговського Тереза Завадська, як уже згадувалося, своїм коштом збудувала церкву ВЧХ (1712 р.) в селі Юсиптичах, а в 1680 р. — каплицю на місці з'яви чудодійної ікони Пресвятої Богородиці Кохавинської, неподалік від родового містечка Виговських — Руди.
Слід вважати таку надмірну опіку культових споруд з боку родини гетьмана вагомим аргументом на підтвердження, що могила Івана Виговського знаходилася на території колишнього маєтку Виговських на Жидачівщині ще у першій половині XVIII ст. Якщо останки гетьмана і його дружини перезахоронили, то це могло відбутися, на нашу думку, хіба що на території родинного маєтку Виговських. Можна припускати, що місцем вічного спочинку гетьмана могла бути церква ВЧХ, фундаторкою якої була невістка Виговського.
Про те, що могила гетьмана України І. Виговського лежить десь біля Руди-Гніздичівської, пише також наприкінці XIX ст. відомий український письменник Іван Нечуй-Левицький у повісті «Гетьман Іван Виговський». Працюючи над твором, письменник уважно вивчав архіви. Декілька разів, за свідченням місцевих краєзнавців, приїжджав до Руди, неодноразово відвідував Юсиптицький скит. Письменник записав цікаві розповіді від місцевих старожилів про те, що «старші люди довгий час наказували своїм дітям не бігати по подвір'ю Хрестовоздвиженської церкви, бо там поховані великі люди».
Найбільш правдоподібним місцем, де лежать останки гетьмана Івана Виговського, є земля села Йосиповичі Стрийського району. Цієї думки дотримувався академік, Герой України, фундатор музею Івана Виговського Б. Г. Возницький. Саме під його керівництвом у 2006 році було проведено обстеження території колишнього Юсиптицького монастиря, а в 2009 році місця, де стояла колись церква ВЧХ.
Вищезгаданий матеріал дає достатньо підстав твердити, що могила гетьмана Івана Виговського знаходиться на території де була стара церква в с. Йосиповичі або ж на місці колишнього монастиря, тепер ліс «Бучина» за 2 км на південний схід від центру села Йосиповичі. (кoординати 49.260197 24.041690)